# فطير مشلتت

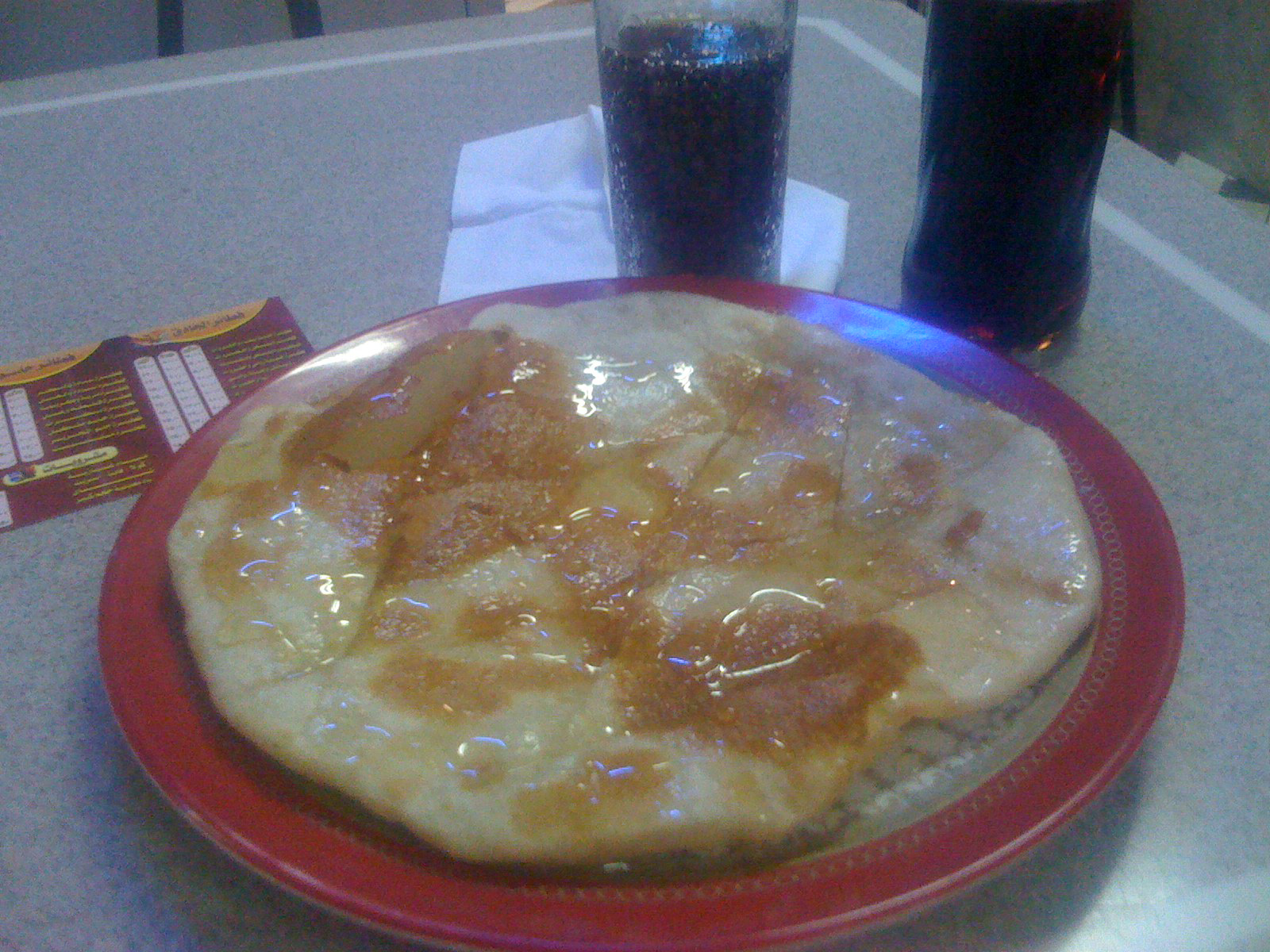
الفطير المشلتت بعسل في القاهرة

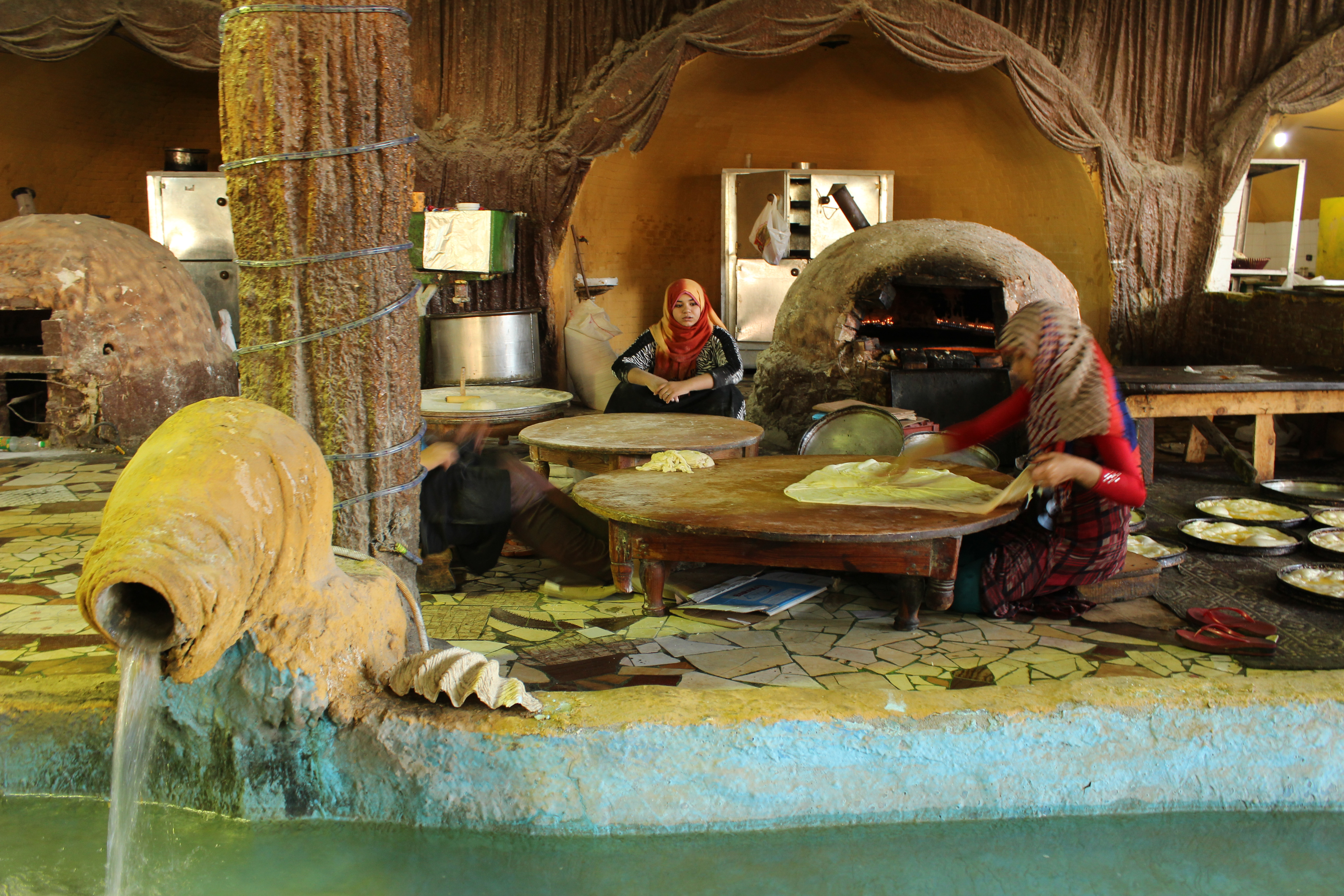
مصريات يخبزن فطير مشلتت في قرية مصرية

الفطير المشلتت من أشهر فطائر المطبخ المصري، وهو عبارة عن رقائق عجين بحشوات متنوعة. يشبه المسمن المغربي.
قدمه المصريين القدماء فطير مشلتت كما قربان للآلهه في المعابد. في مصر القديمة كان يسمى الفطير الملتوت (المطبق). وقد عثر على نقش في مقبرة رخميرع، وزير من عصر الملوك تحوتمس الثالث وأمنحتب الثاني، طريقة الفطير المشلتت الحلاة بالعسل والسمن وتبدو قريبة الفطير المشلتت الحديث.
مع مرور الأيام أصبح الفطير المشلتت جزء من المأكولات، والثقافة المصرية، تتوارثه الأجيال، وأصبح يقدم للضيوف كتعبير عن الحفاوة بهم. انتقل عمل الفطير من الصعيد للدلتا، وأصبح يُقدم في الأعياد، والمناسبات، والأفراح، وله أهمية اجتماعية كبيرة لأن النساء في الريف يقومون بإعداده، وإهداءه لأقاربهم، وضيوفهم. كذلك، طلب رئيس الأمريكي باراك أوباما أن ياكل فطير مشلتت وقت زيارته لمصر في 4 يونيو 2009.

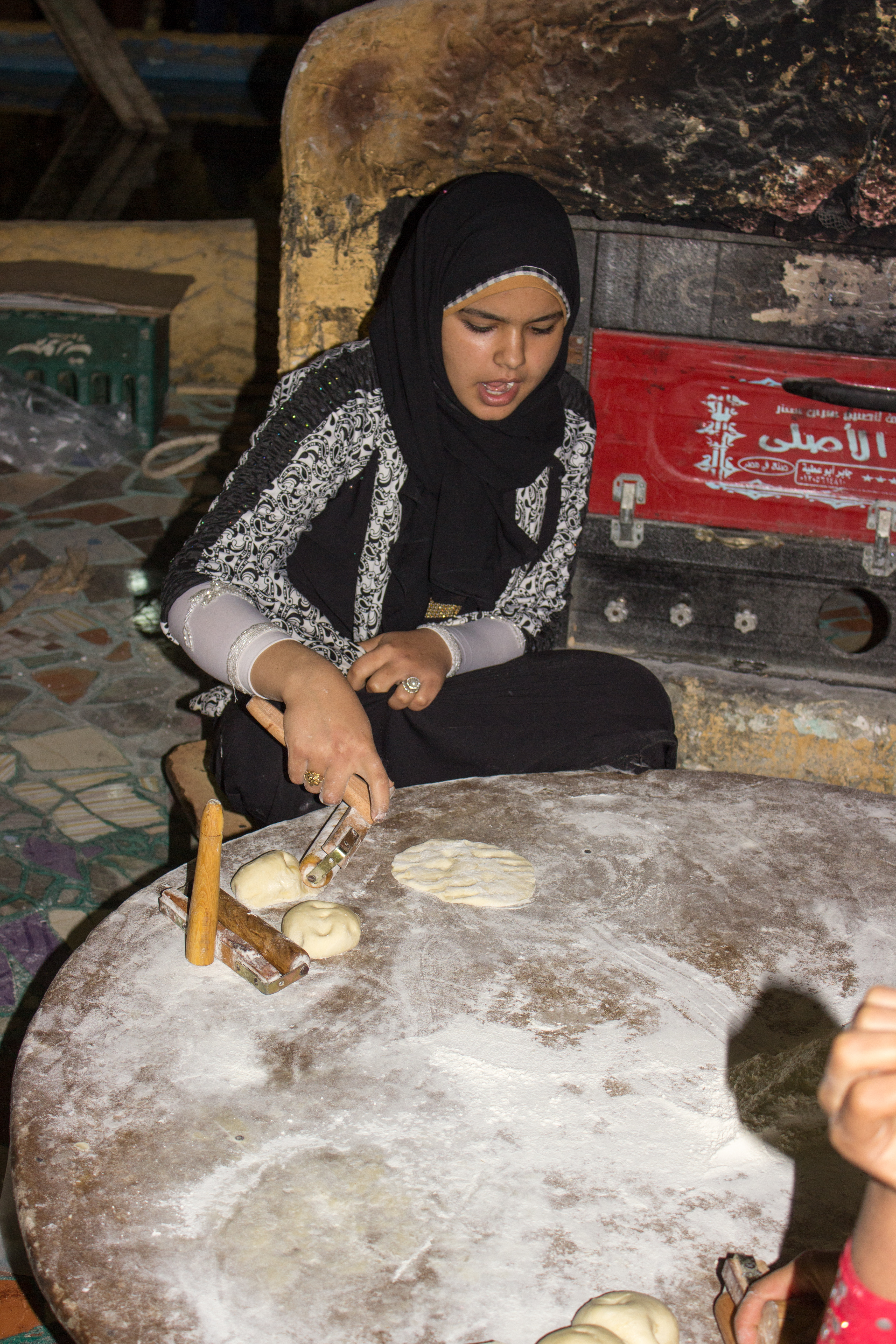
اثناء صنع الفطير المشلتت

في عصر الدولة المملوكية الذي كان حافل بأنواع كثيرة من الحلويات الخاصة بمصر، ومنها كثير انتقل للخارج. ظهر نوع اسمه الفطير الهلالى، وهذا النوع انتقل لأوروبا خصوصاً فرنسا حيث أصبح يُعرف بالكرواسان (بالفرنسية: Croissant)‏.
الفطير المشلتت مغذى لأن به فيتامينات الدقيق، والذرة، والسمن البلدى، والسكر، ويؤكل مع العسل، أو الجبنة المصنوعة من اللبن.

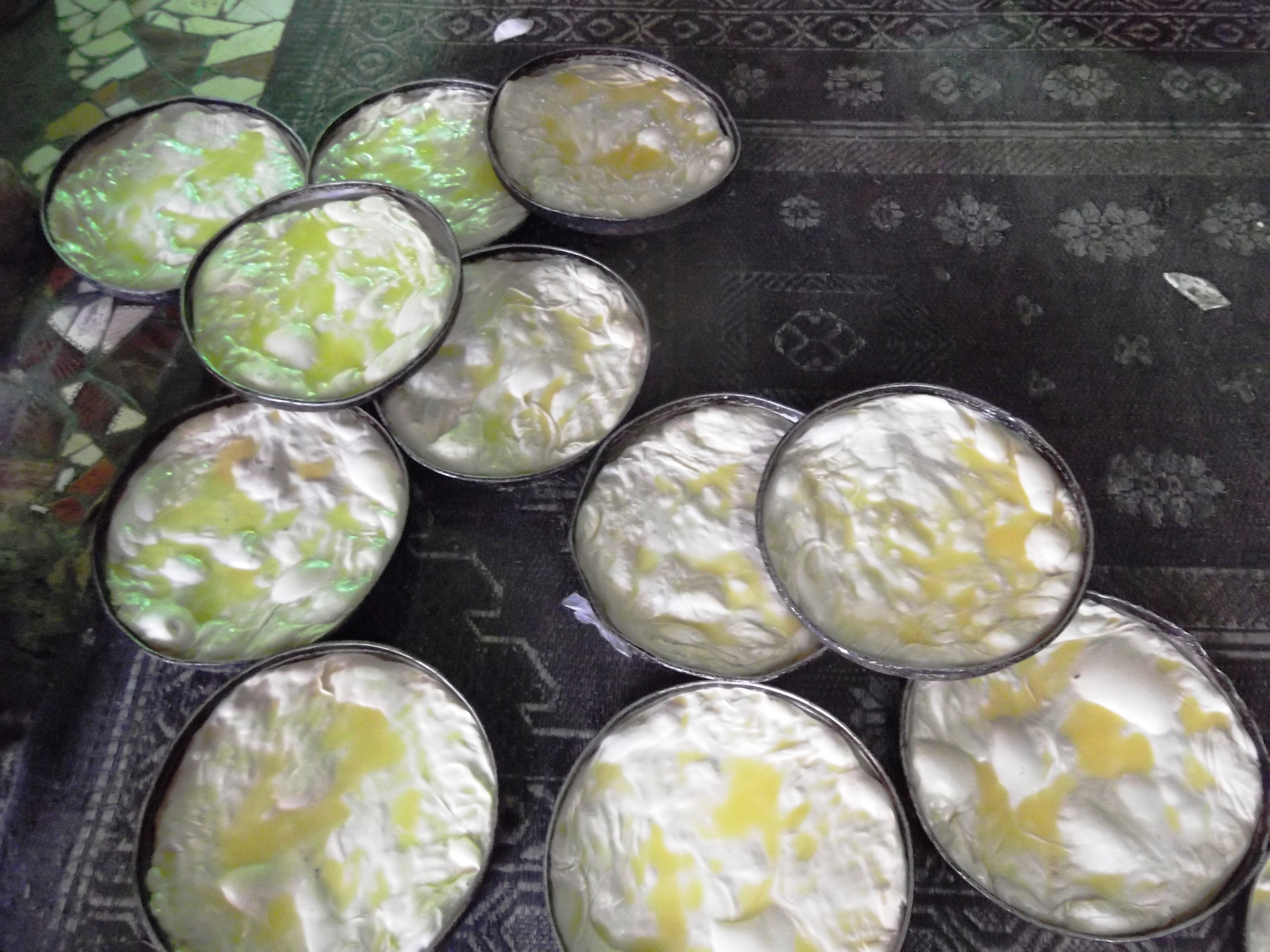

تقدم العائلات المصرية بشكل تقليدي هدايا للزوار والأصدقاء. كما يتم تحضيره بشكل شائع للعطلات وحفلات الزفاف والاحتفالات الأخرى.

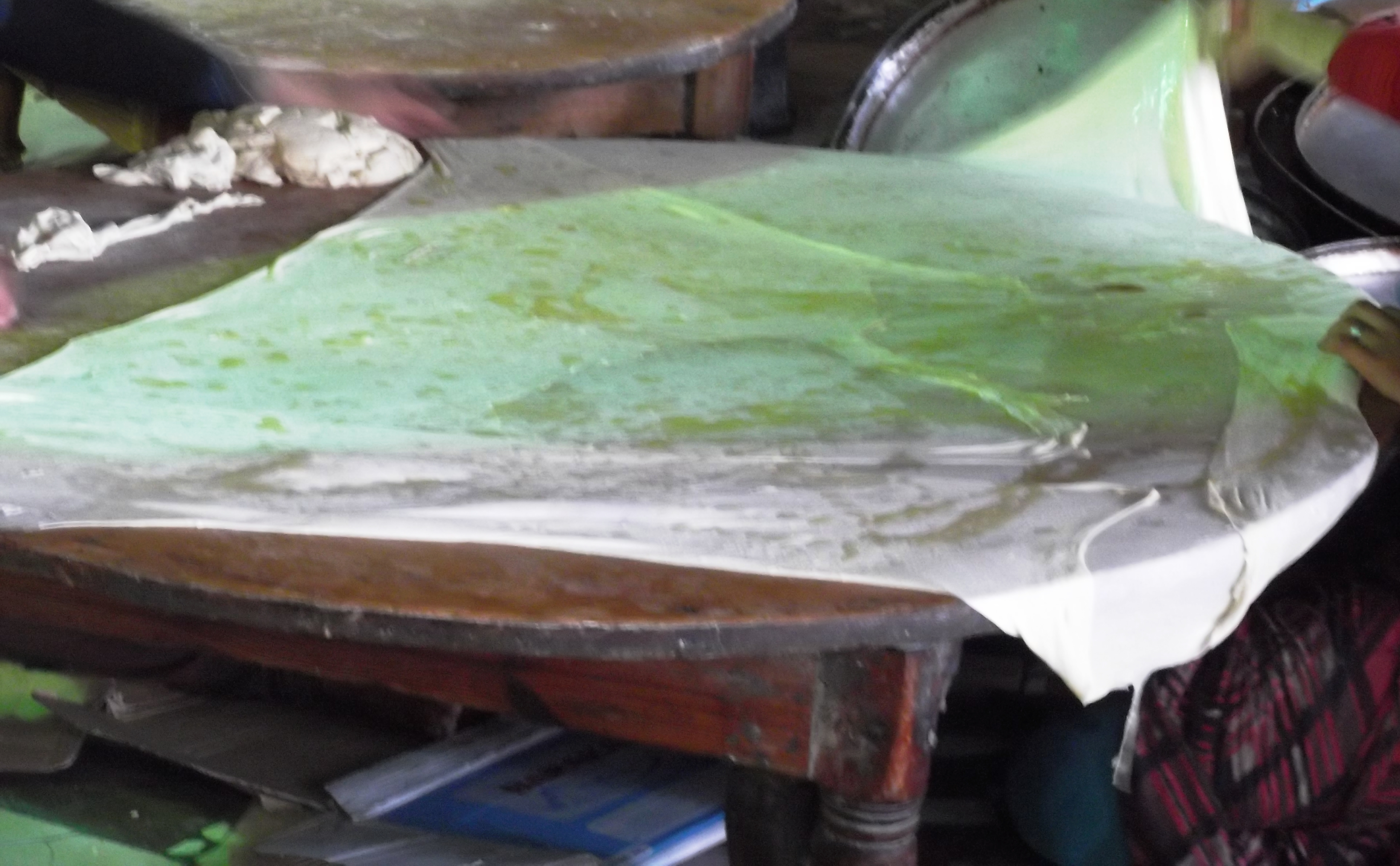
اثناء عمل الفطير المشلتت

## التاريخ

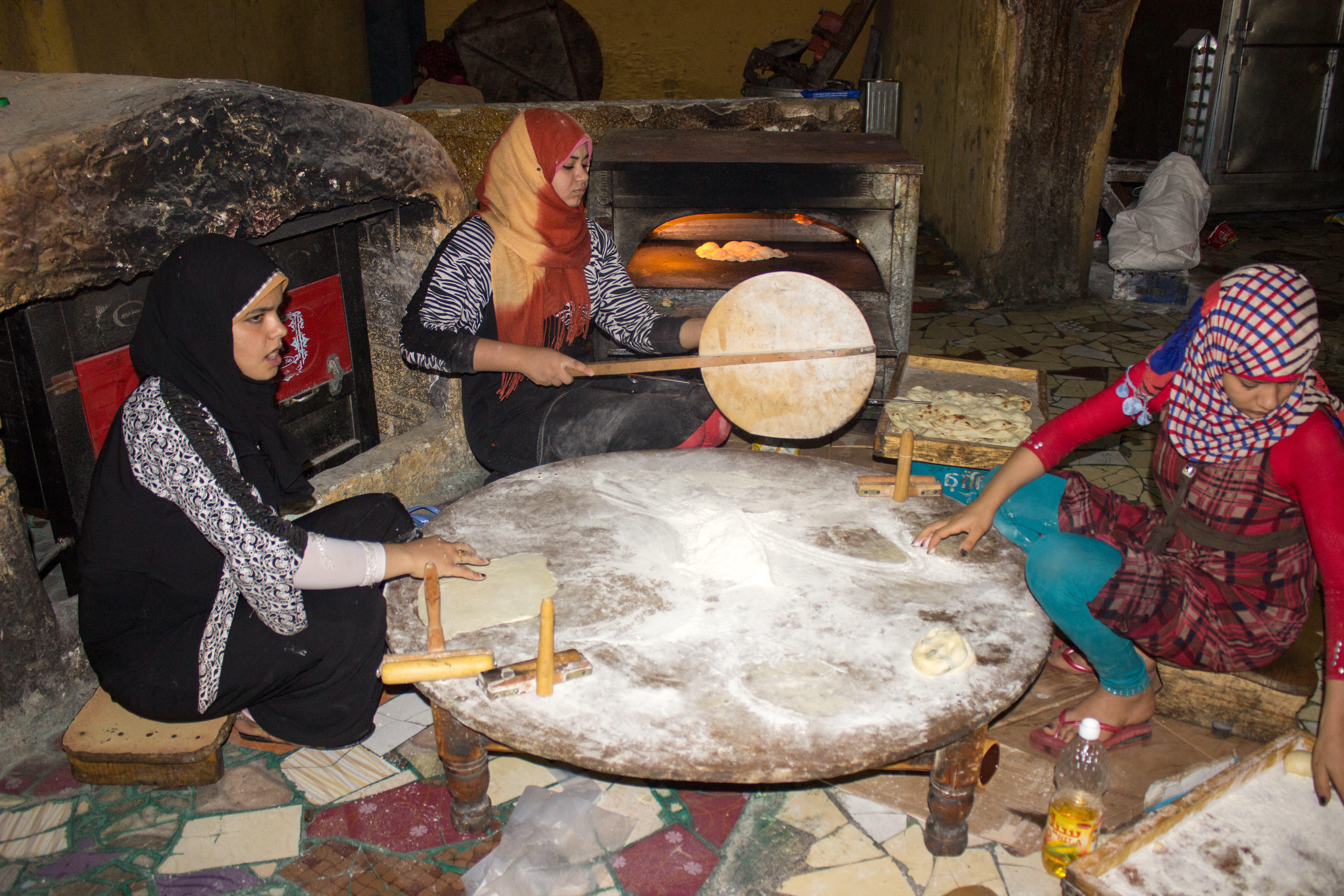
فطير مشلتت من قبل نساء مصريات

يعود تاريخ فطير مشلتت إلى مصر القديمة، حيث كان يُعرف باسم «فطير مالتوت». تركت في المعابد كقربان للآلهة. تم العثور على وصفة فطير مشلتت في مقبرة الأسرة الثامنة عشر الوزير رخمير. الوصفة القديمة تشبه إلى حد كبير نظيرتها الحديثة، مع الاستثناء الوحيد هو إضافة العسل أثناء عملية الخبز، بينما يتم نقع الفطيرة الحديثة في العسل بعد عملية الخبز.
خلال العصر المملوكي، ظهر شكل هلال من فطير مشلتت يسمى فطير هلالي. من المفترض أن هذه النسخة من الفطير انتشرت في أوروبا ثم فرنسا، حيث ألهمت الكرواسون.